# جيرارد أليساندريني
جيرارد أليساندريني (بالإنجليزية: Gerard Alessandrini)‏ هو ملحن وكاتب أغاني ومخرج وشاعر أمريكي، ولد في 27 نوفمبر 1953 في بوسطن في الولايات المتحدة.

## وصلات خارجية
- جيرارد أليساندريني على موقع IMDb (الإنجليزية)
- جيرارد أليساندريني على موقع ميوزك برينز (الإنجليزية)
- جيرارد أليساندريني على موقع قاعدة بيانات برودواي على الإنترنت (الإنجليزية)
- جيرارد أليساندريني على موقع ديسكوغز (الإنجليزية)